# Płutnica
Die Płutnica (deutsch Plutnitz) ist ein etwa 15 Kilometer langer Küstenfluss in der polnischen Woiwodschaft Pommern, der in der Nähe des  nördlichen Stadtrandes von Puck in die Danziger Bucht mündet.

## Verlauf
Das gesamte Flussbett des Flüsschens Płutnica vom Quellgebiet bis hin zur Einmündung in die Ostsee befindet sich in der historischen Landschaft Westpreußen.
Die Płutnica entspringt östlich des Dorfs  Starzyno (Groß-Starsin) im Starsiner Forstrevier,  etwa zwölf Kilometer nordwestlich von Puck. Sie fließt zunächst in nordöstlicher Richtung  bis zur Ortschaft  Starzyński Dwór (Klein-Starsin), dann südöstlich  durch die Bruchlandschaft  zwischen der Putziger Kämpe und der Schwarzauer Kämpe südostwärts, etwa 2,5 Kilometer östlich  am Dorf Werblinia (Werblin)  vorbei, und mündet etwas nördlich von Puck in die Zatoka Pucka (Putziger Wiek).
Das Einzugsgebiet der Płutnica ist etwa 85 Quadratkilometer groß; ihre Durchflussmenge an der Mündung beträgt etwa 0,2 m³ bis 0,3 m³ Wasser pro Sekunde, je nachdem ihr Flusswasser bei größerer oder geringerer Trockenheit in dem Bruchland schneller oder langsamer versickert.